# Oleg Grigoriev (boxe anglaise)
Pour les articles homonymes, voir Oleg Grigoriev et Grigoriev.
Oleg Grigoriev  (en russe : Олег Георгиевич Григорьев, transcription française : Oleg Gueorguievitch Grigoriev) est un boxeur soviétique né le 25 décembre 1937 à Moscou.

## Carrière
Champion olympique aux Jeux de Rome en 1960 dans la catégorie poids coqs après sa victoire en finale contre l'Italien Primo Zamparini, il perd en quart de finale à Tokyo 4 ans plus tard. Grigoryev remporte également au cours de sa carrière amateur 3 titres européens à Prague en 1957, Moscou en 1963 et Berlin en 1965 ainsi que la médaille d'argent à Lucerne en 1959 et 6 titres de champion d'URSS entre 1958 et 1967.

## Parcours auxJeux olympiques
Jeux olympiques d'été de 1960 à Rome (poids coqs) :
- Bat Waldemiro Claudiano (Brésil) 5-0
- Bat Frankie Taylor (Grande-Bretagne) 3-2
- Bat Thein Myint (Birmanie) par forfait
- Bat Brunon Bendig (Pologne) 4-1
- Bat Primo Zamparini (Italie) 3-2

Jeux olympiques d'été de 1964 à Tokyo (poids coqs) :
- Bat Gyula Torok (Hongrie) par KO au 2e round
- Bat Franco Zurlo (Italie) 5-0
- Perd contre Juan Fabila (Mexique) 2-3